# Osip Maksimovič Brik
Osip Maksimovič Brik in russo Осип Максимович Брик? (Mosca, 16 gennaio 1888 – Mosca, 22 febbraio 1945) è stato uno scrittore e critico letterario sovietico.

## Biografia
Cresciuto in una famiglia tradizionale ebraica, suo padre, Maksim Pavlovič, era imprenditore nel commercio e sua madre, Paulina Jur'evna, era un'interprete multilingue. Con Viktor Šklovskij, Jurij Tynjanov, Boris Eichenbaum, fu uno degli organizzatori del OPOJAZ (Società per lo studio del linguaggio poetico), nucleo pietroburghese del formalismo russo. La casa di Brik ospitò numerose e prolifiche riunioni formaliste, gettando le prime basi del movimento. Tra i partecipanti c'era anche sua moglie, Lilja Jur'evna Brik: si sposarono il 26 febbraio 1912 per poi divorziare nel 1930.
Fu amico e collaboratore di Vladimir Vladimirovič Majakovskij (amante di sua moglie Lilja): i due collaborarono dal 1922 al 1930 al movimento artistico e politico LEF (Fronte di Sinistra delle Arti) e alla redazione dell'omonima rivista, successivamente ricostituitasi con il nome di Novij LEF. Majakovskij rimase affascinato da entrambi i coniugi Brik: dalla forza intellettuale di Osip e dalla bellezza e capacità seduttiva di Lilja.

## Rapporto con il formalismo
Victor Erlich ricorda l'importante contributo di Brik al formalismo russo, nonostante la sua scarsa produzione scritta:
[Brik] ebbe nel primo periodo del formalismo russo un'importanza assai maggiore di quanto potrebbe far pensare la scarna lista delle sue pubblicazioni. Secondo la testimonianza dei suoi colleghi, Brik parlava molto più e meglio di quanto non scrivesse. Quando discuteva sui problemi della poetica, in una stretta cerchia d'amici, lasciava cadere con assoluta noncuranza preziosi suggerimenti o coniava termini che avrebbero poi avuto larga fortuna.
L'assoluta mancanza di ambizione personale impedì quasi sempre a Brik di approfondire le proprie intuizioni, lasciando il compito ai suoi colleghi più intraprendenti. Ciononostante, il suo interesse per lo studio linguistico del verso diede il primo impulso alle discussioni sul verso che poi portarono alla fondazione dell'OPOJAZ.

## Opere
Gli scritti formalisti di Brik si limitano a due brevi studi:
- Le iterazioni sonore (Sborniki po teorii poetičeskogo jazyka, 1917)
- Ritmo e sintassi. Materiali per uno studio del discorso in versi (Ritm i sintaksis. Materialy k izučeniju stichotvornoj reči, pubblicato sulla rivista Novyj LEF nel 1927)

Osip Brik è anche autore di due testi teatrali, scritti in collaborazione con Majakovskij:
- Radio-ottobre (Radio-oktjabr', 1926)
- Mosca brucia (Moskva gorit, 1930)

### In italiano
- Ritmo e sintassi, in I formalisti russi a cura di Cvetan Todorov.
- Più vicini al fatto e La dissoluzione dell'intreccio, in La morte del romanzo di Maria Zalambani, pp. 166–172.
- La "fissazione" del fatto (1927), in I formalisti russi nel cinema a cura di Pietro Montani, pp. 95–102.